# Producción radiofónica

Programa radiofónico

El término producción radiofónica se aplica a todas aquellas actividades relacionadas con la elaboración de programas radiofónicos. Incluye el proyecto, la selección de la audiencia, el tema, el horario y la estación radiofónica de su transmisión.

## Recursos necesarios
Para hacer un programa radiofónico, deberá crear un proyecto, para determinar qué tipo de programa se va a crear, a quién va dirigido, o sea tipo de audiencia o destinatario. Dependiendo de ello, se determina el horario y la estación radiofónica donde será transmitido hacia la radio 

### Recursos
- Técnicos: un espacio cerrado, aislado de todo ruido; un micrófono, una mezcladora de sonido, una consola de edición.
- Humanos: el productor, el asistente, el floor manager.

## Procedimiento
Es necesario contar con un proyecto para determinar si será transmitido como una serie o un solo un programa. Ha de realizarse una investigación sobre algún tema el que se desarrollará en la transmisión del programa. Para lograr el aislamiento del espacio donde será grabado el programa, este deberá contar con paredes tapizadas con materiales aislantes, tales como alfombra, unicel, bases cónicas (cartones de huevo), entre otros.
- Datos: Q21573688